# ボーイズ (シュレルズの曲)
「ボーイズ」（Boys）は、シュレルズの楽曲である。1960年11月にシングル盤『ウィル・ユー・ラヴ・ミー・トゥモロー』のB面曲として発売された。作詞作曲は、ルーサー・ディクソンとウェズ・ファレルが手がけた。1960年代前半にリヴァプールのバンドの間で人気を博し、1963年にビートルズによってカバーされた。

## オリジナル・バージョン
シュレルズによる「ボーイズ」は、1960年11月にシングル盤『ウィル・ユー・ラヴ・ミー・トゥモロー』のB面曲として発売された。翌月に発売された1作目のオリジナル・アルバム『トゥナイト・ザ・ナイト』にもA面曲と共に収録されている。
テレビドラマ『フロム・ジ・アース/人類、月に立つ』や『11.22.63』でサウンドトラックとして使用された。

## ビートルズによるカバー
ビートルズによるカバー版は、ドラマーのリンゴ・スターが初めてリード・ボーカルを務めた楽曲となっている。ビートルズは、キャヴァーン・クラブに出演していた頃から本作を演奏しており、スターの加入前は前任のピート・ベストがリード・ボーカルを務めていた。また、スターはビートルズ加入前に在籍していたロリー・ストーム&ザ・ハリケーンズでも演奏しており、、一部の公演ではシラ・ブラックと共に歌っていた。
1963年2月11日にジョージ・マーティンのプロデュースのもとで本作は1テイクで録音され、2月20日にオーバー・ダビングが施された。ビートルズによるカバー版は、1963年に1作目のイギリス盤公式オリジナル・アルバム『プリーズ・プリーズ・ミー』に収録され、同作には同じくシュレルズのカバー曲である「ベイビー・イッツ・ユー」も収録された。アメリカでは、ヴィージェイ・レコードから発売された『Introducing... The Beatles』や『Songs, Pictures And Stories Of The Fabulous Beatles』に収録されたのち、キャピトル・レコードから発売された『ジ・アーリー・ビートルズ』に収録された。
原曲での「Mama says when you kiss my lips（ママが言うの、あなたにキスされると）」というフレーズが、「My girl says when I kiss her lips（あの娘は言うんだ、僕にキスされると）」と変更されているが、「男の子」について歌っている楽曲という点は原曲のままとなっている。このため、ビートルズによるカバー版は、ゲイバーなどで人気の楽曲となった。ポール・マッカートニーは、「リンゴが『ボーイズ』をやって、ファンの人気を集めてた。とても素晴らしいことだったよ。でもよく考えてみると、僕らは「今、男の子のうわさ話をしているんだ！」って、僕らが女の子目線かゲイの歌を歌っていたんだ。でも僕らは一度も聴いたことがなかった。ただ素晴らしい曲なんだ。それが若さというものだと思う。何も気にしないと言うことさ。あの頃の無邪気さが好きだ」と語っている。
本作は1961年から1964年まで「ドラマーがボーカルを務める楽曲」として演奏され、1977年に発売されたライブ・アルバム『ザ・ビートルズ・スーパー・ライヴ!』には1964年8月23日にハリウッド・ボウルで開催されたロサンゼルス公演での音源が収録された。1995年に発売されたシングル『ベイビー・イッツ・ユー』や、2013年に発売された『オン・エア〜ライヴ・アット・ザ・BBC Vol.2』にはBBCラジオ用に録音された演奏が収録された。
また、本作はスターが率いるリンゴ・スター&ヒズ・オール・スター・バンドの公演の定番曲となっており、『ライヴ・フロム・モントルー』（1993年）、『アンソロジー・ソー・ファー』（2001年）、『ツアー2003』（2004年）、『ライヴ・アット・サウンドステージ』（2007年）、『ライヴ・アット・グリーク・シアター 2008』（2010年）などのライブ・アルバムに音源が収録されている。

### クレジット
※出典
- リンゴ・スター - ボーカル、ドラム
- ジョン・レノン - リズムギター、バッキング・ボーカル
- ポール・マッカートニー - ベース、バッキング・ボーカル
- ジョージ・ハリスン - リードギター、バッキング・ボーカル

## その他のアーティストによるカバー
日本では、王様が2005年に発売したアルバム『カブトムシ外伝』で独自の日本語詞をつけ、タイトルを「男子」に変更してカバーしている。